# Karl von Lesedow

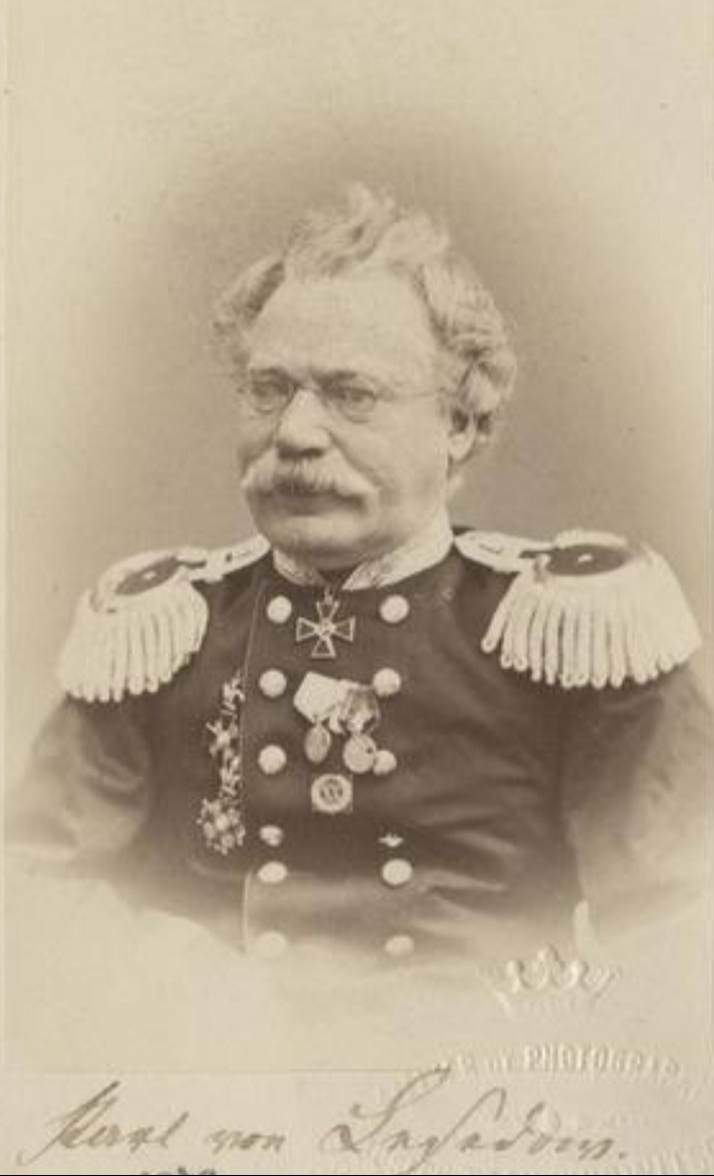
Karl von Lesedow

Karl Peter August von Lesedow (* 8. Februarjul. / 20. Februar 1810greg. in Kullina; † 27. Augustjul. / 8. September 1892greg. in Wesenberg) war ein russischer Militärarzt und Wirklicher Staatsrat.

## Leben

### Herkunft und Familie
Karl von Lesedow war Angehöriger des estländischen Adelsgeschlechts, mutmaßlich schottischer Abstammung von Lesdow. Seine Eltern waren der preußischer Major und Erbherr auf Münkenhof, Kullina und Arknal in Estland, Johann Woldemar von Lesedow (1760–1832) und Luise, geborene von Kielchen (1774–1840). Der Philologe Karl von Morgenstern (1770–1852) war sein Schwager.
Er vermählte sich 1844 mit Pauline von Brevern (1818–1892), mit der er sieben Kinder hatte, darunter die russischen Generale Ernst von Lesedow (1850–1908) und Karl von Lesedow (1852–1927).

### Werdegang
Lesedow besuchte das Gymnasium in Dorpat und absolvierte von 1829 bis 1837 ein Medizinstudium an der Kaiserlichen Universität Dorpat, das er mit Promotion abschloss.
Er trat dann als Arzt II. Klasse in die Armee ein und war von 1837 bis 1842 Bataillonsarzt im Bielostokischen Infanterie-Regiment im Gouvernement Podolien, im Gouvernement Cherson im Gouvernement Taurien. Von 1842 bis 1845 war Lesdow jüngerer Arzt und von 1845 bis 1863 älterer Arzt am Kadettenkorps in Brest-Litowsk, das während seiner Dienstzeit nach Moskau und weiter nach Wilna verlegt wurde. Seit 1863 und bis 1878 diente er als Divisionsarzt der 27. Infanterie-Division und Stabsarzt der im Gouvernement Wilna stationierten Truppen.
Karl von Lesedow erhielt 1878 als Wirklicher Staatsrat (4. Rangklasse) seinen Abschied und ließ sich anschließend als praktizierender Arzt in Wesenberg nieder. Er war Ritter des Annen-Ordens II. Klasse sowie des Stanislaus-Ordens II. Klasse.